# Quedius xanthopus
Quedius xanthopus är en skalbaggsart som beskrevs av Wilhelm Ferdinand Erichson 1839. Quedius xanthopus ingår i släktet Quedius, och familjen kortvingar. Arten är reproducerande i Sverige.